# 小西詠斗
小西詠斗（日语：／ Konishi Eito，2000年1月21日—），日本演員、模特兒、YouTuber，出生於廣島縣，經紀公司 Horipro（堀製作）旗下藝人。2017年「日本最帥高中生選拔賽」〈中國・四國地區〉亞軍、全國「Model Press獎」得主，戀愛實境秀《別被白雪與狼君騙了》參演者，YouTube節目《超十代頻道》前任共同主持人，晨間資訊節目《ZIP!》「流行新聞來了！」單元共同外景主持人，舞台劇《刀劍亂舞》系列「堀川國廣」飾演者、主演音樂劇《地縛少年花子君》、《黒執事〜寄宿學校的秘密〜》，出演電視劇《成功莊》系列、《丼物委員長》、《戀愛廢話》等作品。

## 生平
小西詠斗高中就讀於廣島市立美鈴之丘高等學校，學生時期沉迷於書道與弓道，自稱幾乎是為了去弓道社才去學校的。高二時，他與朋友看到HJ公司舉辦的「日本最帥高中生選拔賽」廣告，出於好玩而一起報名參加，沒想到他一路過關斬將，在「中國・四國地區」獲得亞軍、全國決賽獲得「Model Press獎」。起先由於老家在廣島，身邊很少從事演藝工作的人，藝人身分不被旁人所理解，加上他自認不適合當演員而放棄出道，暫時進入廣島工業大學就讀。大一結束後，他獲得在東京的小劇場學習表演方法的機會，在導演等人的鼓勵下逐漸累積自信。
2019年3月19日，推廣十代（10-19歲）青少年次文化的YouTube節目《超十代 ULTRA TEENS Channel》啟動，當時小西詠斗的Instagram追蹤人數約為12.9萬人，正在「Popteen」擔任模特兒與演員，因此受邀與山之內鈴、高橋文哉等人共同主持此節目，開始小有名氣。2019年演出戀愛實境秀《別被白雪與狼君騙了》之後聲量更上層樓，陸續出演舞台劇《刀劍亂舞》系列、主演《地縛少年花子君》、《黒執事〜寄宿學校的秘密〜》，電視劇《成功莊》系列、《丼物委員長》、《戀愛廢話》等作品。2020年4月開始，在晨間資訊節目《ZIP!》「流行新聞來了！」單元擔任不定期外景主持人。2021年1月21日出版第一本寫真集《瞬間》，為二十歲這一年的青春留下紀錄。

## 軼事
- 興趣與特長為書法、弓道、棒球、服裝[9]、射飛鏢[10]。
- 因為身高只有167公分，一度很討厭自己太矮這件事，但很慶幸後來因此獲得許多適合這個身高的角色。另外雖然自己原本沒注意到，但經常被說聲音很特殊，光聽聲音就會被認出來，對舞台劇的表演非常有幫助。[2]
- 出道初期，常被說長相與同公司的演員駒木根葵汰相似。[11]
- 與同樣在「日本最帥高中生選拔賽（日语：男子高生ミスターコン）」第3回比賽出道的演員高橋文哉是關係很好的朋友，曾一起主持YouTube節目《超十代（日语：超十代）》，粉絲間對兩人的暱稱為「文詠」（ふみえい）。
- 他在2021年5月的訪問中表示為了成為「大人」想要多看一點書，當時在看的是山崎努的《演員筆記》。[12]
- 2021年12月24日，於「DMM線上沙龍平台」開設會員制官方粉絲俱樂部「八之巢」（はちのす），典故來自「詠斗」之日文發音（えいと，Eito）近似英文的「8」（eight，日語為はち），故取同音之「蜂巢」（蜂の巣，はちのす）而取名為「八之巢」。[13]
- 2021年12月28日受訪時表示，目前最喜歡的電影是《樂來越愛你》，越想越覺得這部作品很厲害。[14]

## 出演作品

### 舞台劇
- 戀也好愛也罷（暫定）3（2019年2月8日－2月11日、廣島YMCA国際文化會館）
- 戀也好愛也罷（暫定）4（2020年2月12日－2月17日、劇場MOMO）[15]
- 超棒的出櫃（日語：素敵なカミングアウト、2019年5月8日－5月12日、中目黒金克羅劇院）
- 刀劍亂舞 維傳 幻影的志士們（2019年11月22日－2020年1月18日、東京巨蛋城表演廳） - 飾 堀川國廣[16][17]
- 地縛少年花子君（2021年1月22日－24日：COOL JAPAN PARK OSAKA TTホール、1月28日－31日：東京巨蛋城 劇場G-ROSSO） - 飾 花子君 [18]
- 黒執事〜寄宿學校的秘密〜（2021年3月5日－21日：東京・天王洲 銀河劇場、3月25日－28日：大阪・米爾帕克大阪、4月1日－4日：大阪・梅田藝術劇場） - 飾 謝爾·凡多姆海伍[19]
- 人人都在談論傑米（2021年8月8日－29日：東京建物Brillia HALL、9月4日－12日：大阪・新歌舞伎座） - 飾 賽[20]
- 櫻蘭高校男公關部（原定2022年1月15日－23日：東京・天王洲 銀河劇場、1月29・30日：大阪・米爾帕克大阪，後因疫情取消公演） - 飾 埴之塚光邦[21]
- 進擊的巨人-the Musical（2023年1月7日－1月9日 大阪・オリックス劇場、2023年1月14日－1月24日 東京・日本青年館） - 飾 阿爾敏·亞魯雷特[22]
- 高橋悠也×東映シアタープロジェクト TXT vol.3「TQY」（2023年7月9日-19日 讀賣大手町表演廳）- 主演[23]
- 朗讀劇《羅密歐與茱麗葉》（2023年8月11日、豐島區立舞台藝術交流中心） - 飾 羅密歐[24][25]

### 電視劇
- 戀也好愛也罷（暫定）
  - 第33話 ｢被盯上的女人｣（2018年5月10日－31日、廣島HOME電視台） - 飾 公寓住戶
  - 藝人特輯〜太害羞的戀愛物語2〜 ｢迷戀女｣第2彈（2018年11月8日－15日） - 飾 博之
- 日本電視台週六連續劇 ｢W縣警的悲劇｣ 第2話（2019年8月3日、BS東視） - 飾 井浦明日翔
- 絕對零度〜未然犯罪潛入搜查〜（2020年2月10日、富士電視台）
- 週四劇25時
  - 電視舞台劇 成功莊2（2020年7月2日、東京電視台） - 飾 肯尼
  - 電視舞台劇 成功莊3（2021年1月6日－3月24日、東京電視台） - 飾 肯尼[26]
- BS東視深夜劇 丼物委員長（2020年10月25日－2021年1月3日、東京電視台） - 飾 吉田 [27]
- 不能相愛的兩個人 第6話（2022年2月28日、NHK綜合頻道）- 飾 ごっちん
- 戀愛廢話（2022年4月17日－6月19日、朝日放送電視台） - 飾 各務真白 [28]
- INVISIBLE 第2話（2022年4月22日、TBS） - 飾 Ytuber Shota
- FLAIR BARTENDER'Z（2022年7月21日 - MBS、神奈川電視台） - 飾 五十嵐新[29]
- 靠牆攤位同人作家貓屋敷君的認同欲複雜化（2022年10月 - 、朝日放送電視台） - 飾 小鳥遊京[30]
- 土曜はナニする!? イケドラ （2022年10月3日 - 29日、關西電視台・富士電視台）[31]
- 到了聯誼會上發現連一個女生都沒有的故事（2022年10月21日 - 12月23日、關西電視台） - 飾 淺蔥[32]
- REAL⇔FAKE Final Stage（2023年1月11日 - 、MBS・TBS） - 飾 菅原陽翔[33]
- 火星-零的革命-（2024年1月23日 - 、朝日放送電視台） - 飾  立石直哉
- 如寶物般的玻璃珠（2024年7月1日 - 、BS朝日） - 飾 中野大進（主演）[34]

### 網路劇
- 主人公（日劇）（2019年9月2日－10月7日、YouTube） - 飾 福田大史 [35]
- 作家之夜（2019年12月30日・12月31日、YouTube） - 飾 三谷和彥
- DISTORTION GIRL（2020年9月6日－、YouTube/PLAY DISTORTIONch） - 飾 カメラ君 [36]
- 小桃與梅小姐（2021年9月10日－、Hulu） - 飾 笠月ハジメ
- 非主角的夜晚〜戀愛不會突然萌生〜 第7話 - 最終話 - （2021年11月22日－、Paravi） - 飾 松本遙輝 [37]
- 午餐時間結束了 VM（原文：ランチタイム終わりました。VM。）（2022年5月20日－、U-NEXT） - 飾 駒田飛雄
- 喜歡你.mp4（2023年5月29日　-、ABEMA） - 飾 Ken[38]
- MALICE（2023年9月、U-NEXT） - 飾 三澤恭吾[39]

### 電影
- 電影刀劍亂舞-黎明-（2023年預定上映）- 飾 堀川國廣 [40]
- Bittersand（2021年6月25日上映）- 飾 小川直倫
- 電影演劇 成功莊-侵略者S與西荻窪的奇跡（2021年12月31日上映、AEON ENTERTAINMENT） - 飾 肯尼
- 他有尾巴。（2023年8月18日上映） - 飾 宇津見快成（主演）[41]

### 綜藝節目
- 戀愛實境秀系列「別被狼君所欺騙」第五季《別被白雪與狼君騙了》（2019年1月13日－3月31日、AbemaTV）[42]
- ZIP!「流行新聞來了！」（日語：流行ニュース キテルネ！）（2020年4月2日－、日本電視台） - 播報者[43]
- 發酵男子（2022年4月4日－、神奈川電視台；4月6日－、愛知電視台） - 與立石俊樹（日语：立石俊樹）共同主持
- 発酵男子2（2022年10月10日 - 、神奈川電視台；10月16日 、愛知電視台）[44]
- 小西詠斗與增子敦貴的SDGs俱樂部（2023年11月10日、TBS頻道1）[45]

### 活動
- 超十代（日语：超十代） - ULTRA TEENS FES - 2019＠TOKYO（2019年3月、幕張展覽館）
- 福岡亞洲時裝秀（2019年3月24日、福岡國際中心（日语：福岡国際センター））
- TGC teen 2019 Summer（日语：東京ガールズコレクション）（2019年7月）
- 超十代（日语：超十代） presents〜超夏休み2019〜（2019年8月8日）[46]
- 演劇 Draft Grandprix 2022 -劇團『打』、劇名〈蘋果〉（2022年6月14日：東京・日本武道館）[47][48]

### 廣告
- 手機虛擬形象交流應用程式「PiggPARTY」官方廣告「可以成為想要的自己」（なりたい自分になれる。）（2019年8月17日－）
- 江崎固力果「百琪＆百力滋之日」 擔任百力滋組大使（2020年10月23日－11月11日）

### MV
- 戀愛10秒- TOMOO (2019年)（YouTube上的恋する10秒）
- 貴方の側に。- りりあ。（2023年）（YouTube上的貴方の側に）

## 書籍
- 小西詠斗1st寫真集『瞬間』（2021年1月21日、KADOKAWA）[8]

## 外部連結
- Horipro官方網站「小西詠斗」介紹頁面 （页面存档备份，存于） - ホリプロデジタルエンターテインメント
- 小西詠斗Ameba官方部落格 （页面存档备份，存于） - オフィシャルブログ
- 小西詠斗DMM官方粉絲俱樂部「八之巢」（页面存档备份，存于） - 小西詠斗officialファンクラブ「はちのす」
- YouTube上的小西詠斗頻道
- 小西詠斗的X（前Twitter）
- 小西詠斗的Instagram帳戶
- 小西詠斗的TikTok